# Kanton Pont-Hébert
Pont-Hébert  is een kanton van het Franse departement Manche. Het kanton maakt deel uit van het arrondissement Saint-Lô en telde 16.110 inwoners in 2019.
Het kanton werd gevormd ingevolge het decreet van 25 februari 2014 met uitwerking op 22 maart 2015, met Pont-Hébert als hoofdplaats.

## Gemeenten
Het kanton omvatte bij zijn vorming 29 gemeenten.
Op 1 januari 2016 werden de gemeenten Notre-Dame-d'Elle, Précorbin, Rouxeville, Saint-Jean-des-Baisants en Vidouville samengevoegd tot de fusiegemeente (commune nouvelle) Saint-Jean-d'Elle. Eveneens op 1 januari 2016 werden de gemeenten Angoville-au-Plain, Carentan, Houesville en Saint-Côme-du-Mont samengevoegd tot de fusiegemeente (commune nouvelle) Carentan-les-Marais, waaraan op 1 januari 2017 de gemeenten Brévands, Les Veys en Saint-Pellerin en op 1 januari 2019 de gemeenten Brucheville, Catz, Montmartin-en-Graignes, Saint-Hilaire-Petitville en Vierville werden toegevoegd. Maar enkel de voormalige gemeente Montmartin-en-Graignes behoort tot dit kanton.
Op 1 januari 2017 werden de gemeenten Remilly-sur-Lozon, Le Mesnil-Vigot en Les Champs-de-Losque samengevoegd tot de fusiegemeente (commune nouvelle)  Remilly Les Marais.
Op 1 januari 2018 werd de gemeente Le Hommet-d'Arthenay toegevoegd aan de gemeente Pont-Hébert die daardoor ook het statuut van ‘commune nouvelle’ kreeg. 
Het decreet van 5 maart 2020 heeft de fusiegemeente Saint-Jean-d'Elle toegewezen aan het kanton Condé-sur-Vire  en de fusiegemeente Remilly Les Marais toegewezen aan het kanton Saint-Lô-1.
Sindsdien omvat het kanton de volgende gemeenten: 
- Airel
- Amigny
- Bérigny
- Carentan-les-Marais (deels: enkel Montmartin-en-Graignes)
- Cavigny
- Cerisy-la-Forêt
- Couvains
- Le Dézert
- Graignes-Mesnil-Angot
- La Meauffe
- Le Mesnil-Rouxelin
- Le Mesnil-Véneron
- Moon-sur-Elle
- Pont-Hébert
- Rampan
- Saint-André-de-l'Épine
- Saint-Clair-sur-l'Elle
- Saint-Fromond
- Saint-Georges-d'Elle
- Saint-Georges-Montcocq
- Saint-Germain-d'Elle
- Saint-Jean-de-Daye
- Saint-Jean-de-Savigny
- Saint-Pierre-de-Semilly
- Tribehou
- Villiers-Fossard